# Venustus zeteki
Venustus zeteki là một loài bọ cánh cứng trong họ Cerambycidae.